# تیم اجساد ۱۲
تیم اجساد ۱۲ (به انگلیسی: Body Team 12) فیلم مستند کوتاهی محصول سال ۲۰۱۵ است دربارهٔ کارگران صلیب سرخ کشور لیبریا که در اوج شیوع بیماری ابولا در غرب آفریقا، اجساد را جمع‌آوری می‌کردند. داستان این مستند از زبان گارمای سومو، کارگر زنی که به عنوان پرستار در طول اپیدمی کار می‌کرد، روایت می‌شود. کارگردان این مستند دیوید دارگ است و خود دارگ همراه با بر این موسر آن را تولید کرده‌اند. اولیویا وایلد و پل الن از استودیوی تولید والکن تهیه کنندگان اجرایی این مستند هستند.
مستند "تیم اجساد ۱۲" نامزد جایزه اسکار بهترین مستند کوتاه مراسم آکادمی ۲۰۱۶ (دوره ۸۸ اسکار) شد.